# Carolina Solberg
Carolina Salgado Collett Solberg (Rio de Janeiro, 6 de agosto de 1987) é uma jogadora brasileira atuante no Vôlei de praia, modalidade na qual conquistou foi semifinalista no Mundial na categoria infanto-juvenil em 2002, medalhista de prata em 2003 e em 2004, assim como o bronze no Mundial Juvenil de 2003 e dois títulos mundiais nesta categoria: o primeiro em 2004 e outro em 2005, na mesma categoria também foi semifinalista em 2006. Antes de dedicar-se ao vôlei de praia, atuou no voleibol indoor e chegou a representar a seleção brasileira na conquista do título do Campeonato Sul-Americano Infanto-Juvenil de 2002.

## Carreira
Aos nove anos de idade ela iniciava seus primeiros passos no voleibol, na escolinha da mãe na praia. Sua mãe é a ex-voleibolista indoor e de praia Isabel Salgado, seu pai é o cineasta descendente de noruegueses Ruy Solberg, e é irmã de Maria Clara e Pedro Solberg, ambos voleibolistas de praia. Com apenas 11 anos, ingressou no time do Flamengo e no ano de 2002 foi convocada para Seleção Brasileira para representar o país na categoria infanto-juvenil, quando disputou e conquistou a medalha de ouro na edição do Campeonato Sul-Americano Infanto-Juvenil, sediado em Barquisimeto,Venezuela. Neste mesmo ano resolveu migrar paras as areias, deixando as quadras com apenas 15 anos, quando formou dupla com sua irmã Maria Clara. Com a mãe Isabel como técnica, a dupla terminou na quarta colocação do Mundial Infanto-Juvenil em Xylokastro quando jogou com a jogadora Isabel Grael.
Com sua irmã representou o Brasil no Campeonato Mundial de Vôlei de Praia na categoria infanto-juvenil em 2003, quando conquistaram a medalha de prata na Tailândia. Carol foi medalhista de bronze no Mundial Juvenil realizado na França; em 2004 foi prata no Mundial Infanto-Juvenil ao lado de Bárbara Seixas e conquistou seu primeiro título mundial na categoria juvenil também em 2004, cuja edição realizou-se Portugal jogando ao lado de Taiana Lima e foi bicampeã nesta categoria em 2005 quando disputou ao lado de Camillinha. Nas competições no Brasil, foi vice-campeã brasileira Sub-18 em 2003 e alcançou o vice-campeonato brasileiro Sub-21 na temporada 2004,além do terceiro lugar etapa de Maceió do Circuito Banco do Brasil de 2005 e de Goiânia em 2004.
Pelo Circuito Mundial de Vôlei de Praia de 2004, Carol disputou o Aberto de Fortaleza e o Aberto do Rio de Janeiro, no primeiro evento não fizeram uma boa campanha e não pontuaram e no segundo terminou na nona posição, nestas ocasiões atuou com sua irmã Maria Clara. Na etapas do Circuito Brasileiro Banco do Brasil, Carol foi considerada uma das revelações das temporadas 2004 e 2005, além de conquistar o vice-campeonato das etapas de Fortaleza e Vila Velha do Circuito Banco do Brasil Vôlei de Praia em 2005 e também na etapa de Rondonópolis em 2004.
No Circuito Mundial de 2005, teve como melhor desempenho o bronze no Aberto da Cidade do Cabo, não somando ponto nos Abertos de: Acapulco, Salvador, Montreal, São Petersburgo, Gstaad e Xangai, o mesmo ocorrendo no Grand Slam de Paris, ainda pontuou ao obter os resultados: quinto lugar no Grand Slam de Stavanger, o nono lugar no Grand Slam de Klagenfurt e o décimo terceiro e décimo sétimo lugares no Aberto de Milão-nesta formou dupla com Taiana Lima e no Aberto de Bali, respectivamente. No Circuito Banco do Brasil de 2006 foi vice-campeã nas etapas de Joinville e de Guarulhos.
Compondo dupla com Júlia Caldas disputou o Mundial Juvenil da Polônia em 2006, terminou na quarta posição e disputou também em 2006 as etapas do Circuito Mundial ao lado de Maria Clara, obtendo como melhor desempenho a sétima colocação no Aberto de Modena, em cinco etapas obteve a nona colocação: Abertos de Vitória, Warsaw, Atenas e Xangai, mesmo feito no Grand Slam de Klangenfurt, não obtendo pontuação alguma no Aberto de Marseille e nos Grand Slams de Paris, Stavanger e Gstaad. Pelo Circuito Brasileiro Banco do Brasil de 2006, Carol foi considerada uma das três melhores recepções.
No Circuito Banco do Brasil de 2007 conquistou o título na etapa de Santos, sendo vice-campeã em Maceió, João Pessoa e no Recife, e foi também terceira colocada em Londrina, obtendo vice-campeonato de todo Circuito Banco do Brasil de 2007. No Circuito Mundial de 2007 continuou formando dupla com Maria Clara, ocupando a quinta posição nos Abertos de Phuket e Xangai, a mesma colocação obtida no Campeonato Mundial de Vôlei de Praia, realizado em Gstaad na Suíça; além disso, foi nona colocada nos Abertos de Fortaleza, São Petersburgo, Kristiansand, Marseille, Espinho, mesmo resultado nos Grand Slams de Stavanger e Paris, somando pontos com a décima sétima colocação do Grand Slam de Klangenfurt e na vigésima quinta colocação no Grand Slam de Berlim, não pontuando nos Abertos de Aland, Montreal, Warsaw e Seul.
Foi campeã da etapa de Vila Velha pelo Circuito Banco do Brasil 2008, sendo também vice-campeã das etapas de Foz do Iguaçu e Cáceres (MT) e terceira colocada na etapa de Brasília e foi vice-campeã do Torneio Rainha da Praia de 2008. Ao lado de Maria Clara encarou as etapas do Circuito Mundial de 2008, quando conquistou o ouro no Aberto de Myslowice, bronze nos Abertos de Dubai, Marseille e Stare Jablonki, quarto lugar nos Abertos do Guarujá e Kristiansand, quinto lugar no Aberto de Phuket, Grand Slam de Gstaad, nono lugar no Grand Slam de Moscou, Paris e no Aberto de Barcelona, além disso, foi décima terceira colocada no Aberto de Adelaide e décima sétima posição dos Grand Slams de Stavanger e Xangai; não pontuou quando ocupou a trigésima terceira posição no Aberto de Seul e sem colocação nos Grand Slams de Klagenfurt e Berlim e no Aberto de Osaka.
No ano de 2009 disputou o Circuito Mundial também formando dupla com sua irmã, com melhor resultado o bronze no Aberto de Xangai, quinto lugar nos Abertos de Barcelona, Seul, Osaka e no Grand Slam de Marseille, além destes resultados, obteve a sétima posição no Aberto de Brasília e o nono lugar no Grand Slam de Klagenfurt e Gstaad, não pontuou nos Abertos de The Hague, Kristiansand, Stare Jablonki e no Grand Slam de Moscou. E na edição do Mundial de 2009 realizado em Stavanger terminou na nona posição.
Com a parceria de sempre, Carol trilhou no Circuito Mundial de 2010 e conquistou o bronze nos Abertos de Brasília, Kristiansand, e Phuket, além do quarto lugar no Aberto de Sanya, obteve a quinta posição nos Grand Slams de Moscou e Gstaad, como também o sétimo lugar no Aberto de Seul, o nono lugar nos Abertos de Xangai, Marseille, Aland e nos Grand Slams de Klagenfurt e Roma, e ainda na temporada ficou na décima sétima colocação nos Grand Slams de Stavanger, Stare Jablonki e no Aberto de The Hague.
Carol obteve como melhor resultado na temporada 2011 do Circuito Mundial, a medalha de prata no Aberto de Quebec, em seguida a quinta posição nos Abertos de Myslowice,Aland e no Grand Slam de Klagenfurt e Pequim.Também ficou na nona colocação no Aberto de Xangai e nos Grand Slams de Stavanger, Gstaad, Moscou e Stare Jablonki e pontuou também com as ocasiões da décima terceira colocação geral nos Abertos de Brasília, Sanya, The Hague e Phuket.Disputou em Roma o Mundial de 2011, no qual terminou na nona colocação.
Carol já foi namorada do ex-tenista Gustavo Kuerten. Na temporada 2012 interrompeu a carreira para dar à luz ao filho primogênito chamado José, fruto do relacionamento com seu marido Fernando Young, fotógrafo; e com apenas três meses do parto, já estava voltando aos treinamentos.
Em mais uma temporada ao lado de Maria Clara, juntas competiram pelo Circuito Mundial de 2013, alcançando ouro no Grand Slam de Moscou, a prata no Grand Slam de Haia e Long Beach, bronze no Aberto de Phuket, nos Grand Slams de Corrientes e Xangai, o quinto lugar no Grand Slam de São Paulo, a nona posição no Grand Slam de Roma, Xiemen, Gstaad e Berlim, a trigésima terceira colocação no Aberto de Fuzhou e no Campeonato Mundial de 2013 terminou apenas na décima sétima colocação, finalizando a temporada com o vice-campeonato do Circuito Mundial de 2013.
Na jornada de 2014 permanece com a mesma formação de dupla com sua irmã Maria Clara, e nas etapas do Circuito Mundial alcançaram a trigésima terceira posição no Grand Slam de Long Beach, o vigésimo quinto lugar no Grand Slam de Moscou, a décima sétima colocação no Grand Slam de Gstaad, nono lugar nos Grand Slam de Stavanger, Berlim e Xangai, quinto lugar no Grand Slam de Haia, quarta colocação no Grand Slam de São Paulo e no Aberto de Fuzhou, além do vice-campeonato na etapa do Aberto do Paraná (Argentina).Esta parceria atuou também pelo Circuito Banco do Brasil de 2014-15, conquistando o quinto lugar na etapa de Campinas, quarto lugar na etapa de Vitória, terceiro lugar nas etapas de Niteroi e Fortaleza, obtendo os vice-campeonatos nas etapas de Porto Alegre e São José e os títulos nas etapas de João Pessoa e Salvador.
Atuou novamente com Maria Clara nas disputas de 2015, em etapas do Circuito Mundial alcançaram a vigésima quinta colocação nos Grand Slam de São Petersburgo e Yokohama, o décimo sétimo lugar no Grand Slam de Long Beach, a nona posição no Major Series de Gstaad, nos Grand Slam de Olsztyn e Moscou, e também no Aberto do Rio de Janeiro; ainda finalizaram na quinta colocação no Major Series de Stavanger e o quarto lugar no Aberto de Praga.No Circuito Banco do Brasil foram quinta colocadas na etapa de Belo Horizonte, quarto lugar na etapa de Rio de Janeiro, terceiro lugar na etapa de Fortaleza e o título da etapa de João Pessoa.
Ela anunciou sua segunda gravidez com seu marido Fernando, cerca de seis meses de gestação em abril de 2016 continua treinando, ao mesmo tempo que sua irmã e parceira de dupla, Maria Clara. Pelo Circuito Brasileiro Open de 2016-17 disputou a etapa de Campo Grande ao lado de Rebecca Cavalcante.
Após o nascimento segundo filho, Salvador, formou dupla com Ágatha Bednarczuk sendo a defensora da formação alcançaram o terceiro lugar em Curitiba e quarto lugar na etapa em Uberlândia do Circuito Banco do Brasil Open 2016-17. No ano de 2017 atuou com Juliana Silva e tiveram como melhor resultado o quarto lugar na etapa de Aracaju e nono lugar no Aberto do Rio de Janeiro, válido pelo Circuito Mundial, e na mesma temporada convidou Maria Elisa Antonelli para compor nova dupla e voltou a atuar como bloqueadora, e conquistaram o ouro no Aberto de Haia, torneio três estrelas, após sair do classificatório e no evento nesta mesma cidade conquistaram o vice-campeonato, torneio quatro estrelas, e na mesma categoria foram vice-campeãs no Aberto de Huntington, também, conquistaram o quarto lugar no quatro estrelas de Itapema e vice-campeonato no Aberto de Espinho, foram quartas colocadas no Major Series de Vienna, mesmo posto obtido no evento Finais do Circuito Mundial de 2018 em Hamburgo e com comando técnico de João Luciano Kioday foram campeãs brasileiras da temporada 2017-18, após vencer as etapas de Fortaleza e Itapema, foram vice-campeãs nas etapas de Campo Grande e Natal, além as das terceiras posições em Maceió e Aracaju, e foi premiada como a melhor jogadora do Circuito Brasileiro.
Com Maria Elisa disputou o Circuito Brasileiro 2018-19, sendo campeãs em Fortaleza, vice-campeãs em Vila Velha, terceiras colocadas em Campo Grande e na quarta posição terminaram em João Pessoa, finalizando no geral na quarta posição. Com esta formação de dupla, disputou o Circuito Mundial de 2019, iniciado em 2018, conquistaram o bronze no torneio quatro estrelas de Las Vegas, o quarto lugar no quatro estrelas de Warsaw e terminaram na décima sétima posição no Campeonato Mundial de 2019 em Hamburgo, ainda foram vice-campeãs no cinco estrelas de Gstaad e Vienna, terminaram em décimo sétimo lugar no no evento Finais do Circuito Mundial de 2019 em Roma.
Em 2020, passou a atuar ao lado de Talita Antunes, revezando a função de defensora e bloqueadora, e disputaram o Circuito Brasileiro 2019-20, sendo vice-campeãs das etapas de Aracaju e João Pessoa.
Em 2020, ela foi punida pelo STDJ por gritar "Fora Bolsonaro" após a comemoração do terceiro lugar, a frase viralizou na internet. Em 2021 ao lado de Bárbara Seixas conquistou o terceiro lugar no Aberto de Ostrava, torneio quatro estrelas, do Circuito Mundial.

## Títulos e resultados
- Elite 16 de Doha do Circuito Mundial de Vôlei de Praia de 2024
- Campeonato Mundial de Voleibol de Praia Sub-21: 2006[1]
- Campeonato Mundial de Voleibol de Praia Sub-21: 2002[1]
- Finais do Circuito Mundial de 2018
- Torneio 5* de Vienna:2019
- Torneio 5* de Gstaad:2019
- Torneio 4* de Warsaw:2019
- Torneio 4* de Las Vegas:2019
- Torneio 5* de Vienna:2018
- Torneio 4* de Espinho:2018
- Torneio 4* de Itapema:2018
- Torneio 4* de Ostrava:2021
- Torneio 4* de Huntington:2018
- Torneio 4* de Haia:2018
- Torneio 3* de Haia:2017
- Aberto de Praga:2015[1]
- Aberto do Paraná (Argentina):2014[1]
- Grand Slam de São Paulo:2014[1]
- Aberto de Fuzhou:2014[1]
- Grand Slam de Moscou:2013[1]
- Grand Slam de Long Beach:2013[1]
- Grand Slam de Haia:2013[1]
- Grand Slam de Corrientes:2013[1]
- Grand Slam de Xangai:2013[1]
- Aberto de Quebec:2011[1]
- Aberto de Phuket:2010[1], 2013[1]
- Aberto de Brasília:2010[1]
- Aberto de Kristiansand:2010[1]
- Aberto de Xangai:2009[1]
- Aberto de Sanya:2010[1]
- Aberto de Myslowice:2008[1]
- Aberto de Stare Jablonki:2008[1]
- Aberto de Marseille:2008[1]
- Aberto de Dubai:2008[1]
- Aberto de Guarujá:2008[1]
- Aberto de Kristiansand:2008[1]
- Etapa de Aracaju do Circuito Brasileiro Banco do Brasil:2019-20[2]
- Etapa de João Pessoa do Circuito Brasileiro Banco do Brasil:2019-20[2]
- Circuito Brasileiro Banco do Brasil:2018-19[2]
- Etapa de Fortaleza do Circuito Brasileiro Banco do Brasil:2018-19[2]
- Etapa de Vila Velha do Circuito Brasileiro Banco do Brasil:2018-19[2]
- Etapa de Campo Grande do Circuito Brasileiro Banco do Brasil:2018-19[2]
- Etapa de João Pessoa do Circuito Brasileiro Banco do Brasil:2018-19[2]
- Circuito Brasileiro Banco do Brasil:2017-18[2]
- Etapa de Fortaleza do Circuito Brasileiro Banco do Brasil:2017-18[2]
- Etapa de Itapema do Circuito Brasileiro Banco do Brasil:2017-18[2]
- Etapa de Natal do Circuito Brasileiro Banco do Brasil:2017-18[2]
- Etapa de Campo Grande do Circuito Brasileiro Banco do Brasil:2017-18[2]
- Etapa de Maceió do Circuito Brasileiro Banco do Brasil:2017-18[2]
- Etapa de Aracaju do Circuito Brasileiro Banco do Brasil:2017-18[2]
- Etapa de Aracaju do Circuito Brasileiro Banco do Brasil:2016-17[2]
- Etapa de Curitiba do Circuito Brasileiro Banco do Brasil:2016-17[2]
- Etapa de Uberlândia do Circuito Brasileiro Banco do Brasil:2016-17[2]
- Etapa de João Pessoa do Circuito Brasileiro Banco do Brasil:2015-16[2]
- Etapa de João Pessoa do Circuito Brasileiro Banco do Brasil:2015-16[2]
- Etapa de Fortaleza do Circuito Brasileiro Banco do Brasil:2015-16[2]
- Circuito Brasileiro Banco do Brasil:2014-15[2]
- Etapa de João Pessoa do Circuito Brasileiro Banco do Brasil:2014-15[1][2]
- Etapa de Salvador do Circuito Brasileiro Banco do Brasil:2014-15[1][2]
- Etapa de Porto Alegre do Circuito Brasileiro Banco do Brasil:2014-15[1][2]
- Etapa de São José do Circuito Brasileiro Banco do Brasil:2014-15[1][2]
- Etapa de Niteroi do Circuito Brasileiro Banco do Brasil:2014-15[1][2]
- Etapa de Fortaleza do Circuito Brasileiro Banco do Brasil:2014-15[1][2]
- Etapa de Vitória do Circuito Brasileiro Banco do Brasil:2014-15[1][2]
- Etapa do Rio de Janeiro do Circuito Brasileiro Banco do Brasil:2013-14[2]
- Etapa de João Pessoa do Circuito Brasileiro Banco do Brasil:2013-14[2]
- Etapa de Vila Velha do Circuito Brasileiro Banco do Brasil:2008[2]
- Torneio Rainha da Praia:2008[2]
- Etapa de Foz do Iguaçu do Circuito Brasileiro Banco do Brasil:2008[2]
- Etapa de Cáceres do Circuito Brasileiro Banco do Brasil:2008[2]
- Etapa de Brasília do Circuito Brasileiro Banco do Brasil:2008[2]
- Circuito Brasileiro Banco do Brasil:2007[2]
- Etapa de Santos do Circuito Brasileiro Banco do Brasil:2007[2]
- Etapa de Maceió do Circuito Brasileiro Banco do Brasil:2007[2]
- Etapa de João Pessoa do Circuito Brasileiro Banco do Brasil:2007[2]
- Etapa de Recife do Circuito Brasileiro Banco do Brasil:2007[2]
- Etapa de Londrina do Circuito Brasileiro Banco do Brasil:2007[2]
- Etapa de Guarulhos do Circuito Brasileiro Banco do Brasil:2006[2]
- Etapa de Joinville do Circuito Brasileiro Banco do Brasil:2006[2]
- Etapa de Vila Velha do Circuito Brasileiro Banco do Brasil:2005[2]
- Etapa de Fortaleza do Circuito Brasileiro Banco do Brasil:2005[2]
- Etapa de Maceió do Circuito Brasileiro Banco do Brasil:2005[2]
- Etapa de Goiânia do Circuito Brasileiro Banco do Brasil:2004[2]
- Etapa de Rondonópolis do Circuito Brasileiro Banco do Brasil:2004[2]
- Circuito Brasileiro de Voleibol de Praia Sub-21:2004[2]
- Circuito Brasileiro de Voleibol de Praia Sub-19:2003[2]

## Premiações individuais
- MVP do Circuito Brasileiro Banco do Brasil de 2017-18[2]
- Recepção do Circuito Brasileiro Banco do Brasil de 2005[2]
- Revelação do Circuito Brasileiro Banco do Brasil de 2005[2]
- Revelação do Circuito Brasileiro Banco do Brasil de 2004[2]